# قائمة شخصيات بيوولف
هذه قائمة بالشخصيات التي ظهرت في بيوولف، وهي قصيدة ملحمية بطولية كُتِبَت باللغة الإنجليزية القديمة. يعود تاريخ تدوينها إلى ما بين القرنين الثامن والحادي عشر، وهي المخطوطة الوحيدة الباقية التي يرجع تاريخها إلى حوالي عام 1010. تتكون بيوولف من 3183 سطرًا؛ لذلك تتميز بطولها، كما أنها وصلت إلى مكانة الملحمة الوطنية في إنجلترا (على الرغم من أن أحداثها تجري في الدول الاسكندنافية، وليس على الجزر البريطانية). هناك العديد من الشخصيات المتنوعة في بيوولف واللّاتي يتراوحن من الشخصيات التاريخية مثل هويلاك إلى التنانين الأسطورية البحتة.

## الشخصيات
- إجلاف – والد أنفيرث.
- إجويلا – ملك دنماركي سابق.

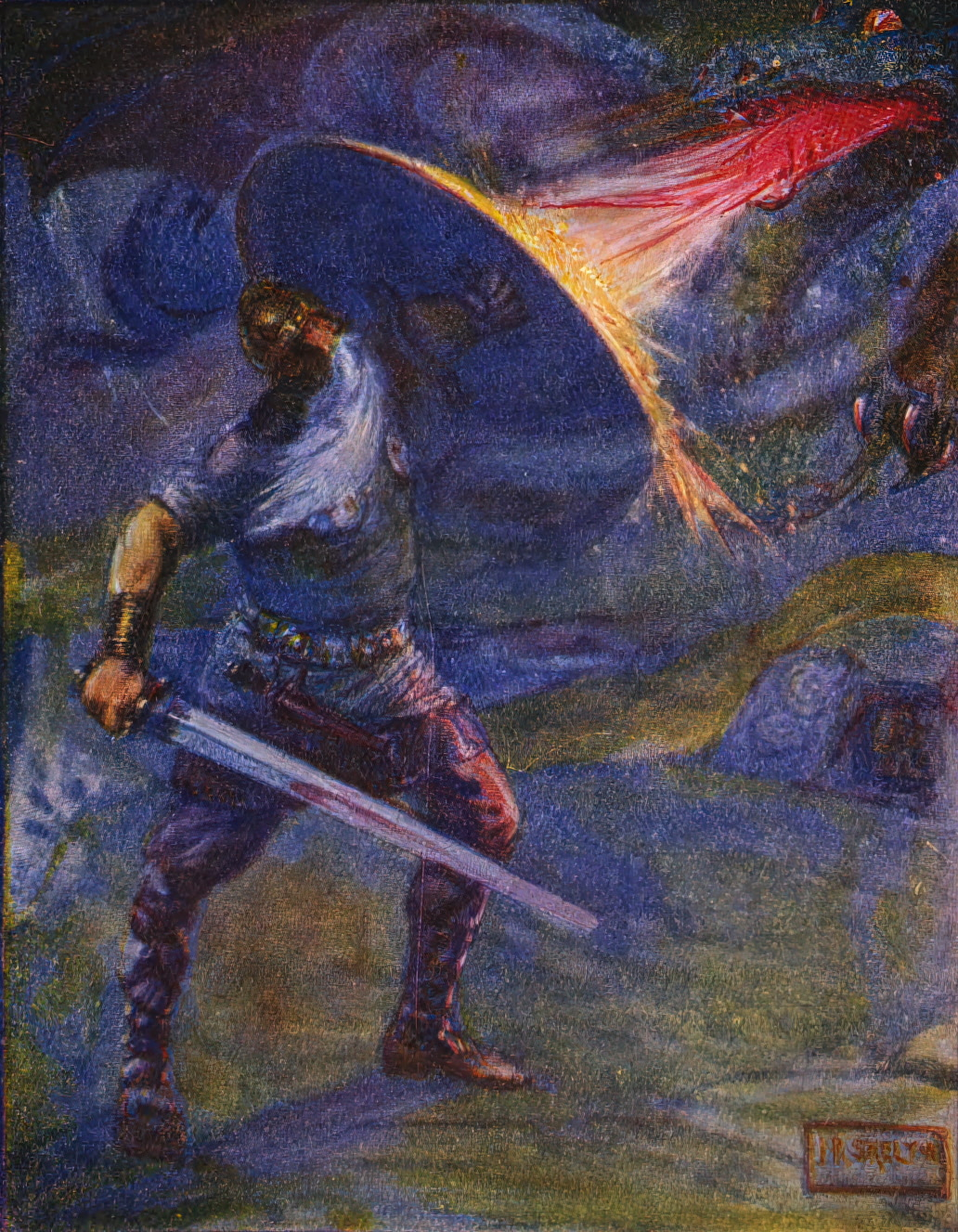
بيوولف يحارب التنين، رسم جي آر سكيلتون، 1908.

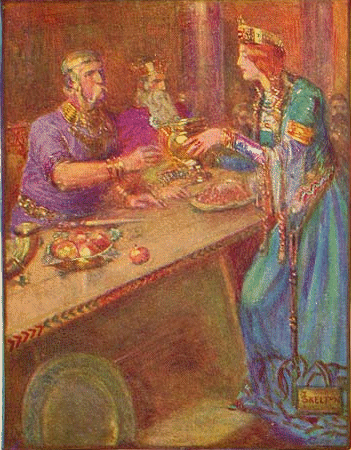
الملكة ويلهثيو مضيفة، رسم جي آر سكيلتون، 1908.

- إدجثيو – والد بيوولف، ينتمي إلى عشيرة ويغمودنغ السويدية. انضم إلى الجيتس بعد أن نُفِي لِقتله هيذولاف، ولتزوجه من أميرة من الجيتس.
- إرماناريك – ملك قوطي شبه أسطوري في القرنين الثالث والرابع، ذكره المؤرخون الرومان.
- أشهيرا (بالإنجليزية القديمة: Æschere)‏ – رفيق الملك هروثغار وأقرب مستشاريه، قُتل على يد والدة جريندل.
- التنين (بالإنجليزية القديمة: wyrm)‏ – الوحش الذي يدمر مملكة بيوولف والذي وُجِبَ على بيوولف ذبحه في نهاية القصيدة، كما أنه سبب وفاة بيوولف.
- ألفهيرا (بالإنجليزية القديمة: Ælfhere)‏ – أحد أقارب ويغلاف وبيوولف.
- إنجِلد – لورد هِذوبارد؛ متزوج من فروارو ابنة هروغار. يظهر إنجلد أيضًا في التقاليد الإسكندنافية.
- أنفيرث – ثين اللورد الدنماركي هروثغار.
- أوسلاف – محارب في حاشية هناف.
- أوفا ملك الأنجل – ملك الأنجل والذي يظهر أيضًا في التقاليد الإسكندنافية.
- أونغِنثيو – ملك السويد. قتل الملك الجيتي هايسِن. قُتِل على يد إيُفور، خلال الحروب السويدية الجيتية.
- أونيلا – ملك منزل شِلفينج السويدي، ذُكِر أيضًا في التقاليد الإسكندنافية، وهو شقيق أوهثهيرا.
- أوهثهيرا – ملك منزل شِلفينج السويدي، ذُكِر أوهثهيرا في التقاليد الإسكندنافية. والد إياديلس وإينموند، وشقيق أونيلا.
- إياديلس – ملك سويدي، ذُكِر أيضًا على نطاق واسع في الحكايات والملحمات الإسكندنافية.
- إيرسا – شخصية مستعارة من التقاليد الإسكندنافية، تظهر في بعض الترجمات (على سبيل المثال، بورتون رافيل) والتعليقات، وخط (62) حيث ذُكِرَت أخت هروثغار.
- إيلان – ربما اسم غير مكتمل لأخت هروثغار، انظر يرسا أدناه.
- إينموند – أمير سويدي، وشقيق إياديلس.
- بانستان – والد بريكا.
- إيوفور – «الخنزير». محارب من الجيتس، انتقم لموت هيثكن بقتل اونغينثيو خلال الحروب السويدية – الجيتية. كُوفِئَ بابنة الملك هويلاك.
- إيومير – ابن الملك أوفا الأنجل.
- بريكا – صديق طفولة بيوولف الذي تنافس معه في مباراة سباحة.
- بياو أو بيوولف – ملك دنماركي سابق، وابن شيلد، وهو شخص آخر مختلف عن بطل القصيدة.
- بيوولف – ابن إدجثيو، والبطل الرمزي للملحمة، وهي مسماة على اسمه.
- جريندل – أحد الخصوم الثلاثة في الملحمة (جنبًا إلى جنب مع والدة جريندل والتنين).
- جوثلاف – محارب مع حاشية هِناف.
- دايهرِفن – محارب إفرنجي قُتِل على يد بيوولف.
- سوِرتنغ - جد هويلاك.
- سيموند – بطل جرماني أسطوري يُقارن بيوولف به.
- شِلد – الملك المحارب الذي أسس البيت الحاكم في الدنمارك.
- غارماند – والد أوفا الأنجل.
- فِتيلا – بطل جرماني.
- فروارو – ابنة الملك هروثغار والملكة ويلهثيو، وزوجة إنجِلد ملك هيثوباردز.
- فرودا ملك هيثوباردز ووالد إنجلد. يظهر فرودا أيضًا في التقاليد الإسكندنافية.
- فِن، اللورد الفريزي والذي تُكشَف قصته مع انتهاء جزء فينيسبيرج.
- فولكوالد – والد فِن.
- قابيل – شخصية من الإنجيل موصوفة بأنها سلف جريندل. قابيل مشهور لقتله لأخيه هابيل، وهي أول جريمة قتل في البشرية. كان قتل الأقارب أعظم خطيئة في الثقافة الأنجلو سكسونية.
- مودثرِث – أميرة وملكة لاحقة، عاقبت الدنيئين الذين ينظرون إليها مباشرة في عينيها؛ تتزوج في وقت لاحق.
- ميروفيوس – ملك الفرنجة.
- هاردريد – ابن الملك هويلاك والملكة (هيد).
- هارِث – والدة (هيجد)، ملكة الغيتس.
- هالخا – شقيق هروثغار. بالكاد يرد له ذكر في بيوولف إلا أنه شخصية بارزة في التقاليد الإسكندنافية.
- هالفدان – والد هروثغار، وملك سابق، وهو أيضًا بارز في التقاليد الإسكندنافية.
- هاما – بطل جرماني.
- هِربالد – ابن الملك الغيتي (هريذيل). كان بيوولف ابن أخيه. قُتل هِربالد بسهم على يد شقيقه (هويسين) في حادث صيد؛ مما تسبب في وفاة والدهم (هريذيل) من الحزن. قد تتطابق قصته مع أسطورة موت بالدر في الأساطير الإسكندنافية.
- هِرِريتش – أحد أقارب هاردريد.
- هِرمود – ملك دنماركي.
- هروثغار – ملك الدنماركيين؛ زوج ويلهثيو، وهو بارز أيضًا في التقاليد الإسكندنافية.
- هِروارد – ابن هروغار؛ ابن أخ هروثغار. وفقاً للتقاليد الإسكندنافية، تسببت محاولته ليصبح ملكًا في نهاية عشيرة (سيلدينغ).
- هروثلف – ابن أخت هروثغار، وهو أكثر بروزًا في التقاليد الإسكندنافية.
- هروغار – شقيق هروثغار وسلفه.
- هِريثريتش وهروثماند، ابنا هروثغار.
- هِريذِل – ملك الغيتس.
- هِلدِبرخ – ابنة الملك الدنماركي هوك وزوجة فِن – ملك الفريزيين.
- هِمِنغ – أحد أقارب جارموند.
- هن – المحارب الفريزي الذي أعطى هِنجست سيف لافينغ.
- هِناف – ابن اللورد الدنماركي هوك وشقيق هِلدِبرخ. قُتِل على يد فِن.
- هنجست – لورد دنماركي هاجم الفريزيين للانتقام من هِناف.
- هوك – لورد دانماركي ووالد هِلدِبرخ وهِناف.
- هوندشيو - محارب غيتي. قُتِل والتُهِمَ من قبل جريندل، قبل أن يقاتل بيوولف الوحش ويهزمه.
- هويلاك – ملك الجيتس؛ زوج هيد. يشهد على وجوده عدة مصادر أخرى. وضعت القصيدة تاريخ وفاته في سنة 516.
- هيثكين – ابن الملك هريذيل، ملك الجيتس.
- هيد – ملكة الجيتس؛ زوجة الملك هويلاك.
- هيذولاف – قُتِل على يد إدجثيو، والد بيوولف.
- والخثيو – ملكة الدنماركيين؛ زوجة هروثغار.
- والدة جريندل – واحدة من الخصوم الثلاثة (مع جريندل والتنين). يشار إليها أحيانًا باسم هاغ (بالإنجليزية: Hag)‏.
- والس – والد سيموند.
- وولف – شقيق إيوفور.
- وولفغار – (wolf + spear) بالعربية: (الذئب + الرمح)، رسول هروغار، مشهور بحكمته العظيمة.
- وونريد – والد إيوفور وولف.
- ويلاند سميث – حداد من الأسطورة الجرمانية، زوّر لوحة صدر بيوولف.
- ويوستان – والد ويلاف، محارب سويدي يقاتل من أجل أونيلا.
- ويلاف – قريب بيوولف. محارب سويدي يساعد بيوولف لقتل التنين.
- يرمنلاف – الأخ الأصغر لأشهيرا.

## القبائل والعشائر
- الدانماركيون (Danes)

مواقع قبائل بيوولف.

شعب محارب يعيش في الدنمارك، يُشار إليهم أحيانًا باسم "الشيلدينغز" (Scyldings)، نسبة إلى مؤسس سلالتهم. كانوا ضحايا لهجمات الوحش جريندل قبل تدخل بيوولف.